# Дьячук, Феликс Геннадьевич
Фе́ликс Генна́дьевич Дьячу́к (род. 1977) — российский боксёр, представитель тяжёлой весовой категории. Выступал за сборную России по боксу в конце 1990-х годов, чемпион России, бронзовый призёр чемпионата мира, победитель и призёр турниров международного значения. На соревнованиях представлял Москву. Мастер спорта России международного класса.

## Биография
Феликс Дьячук родился в 1977 году. Его отец Геннадий Дьячук, переехавший в Россию из Казахстана
, в своё время серьёзно занимался боксом, добился звания мастера спорта СССР. Феликс осваивал бокс с раннего детства, позже проходил подготовку под руководством тренера Г. М. Рыжикова, состоял в московском ЦСКА.
В 1997 году на Кубке России в Волгограде дошёл в зачёте первой тяжёлой весовой категории до стадии четвертьфиналов.
На чемпионате России 1998 года в Белгороде завоевал бронзовую медаль в первом тяжёлом весе.
Наибольшего успеха в боксе добился в сезоне 1999 года, когда в категории свыше 91 кг одержал победу на Открытом кубке Москвы и на чемпионате России в Челябинске, в частности в финале взял верх над местным челябинским боксёром Дмитрием Дягилевым. Тем не менее, в этом чемпионате не принимал участие первый номер сборной Алексей Лезин, которому тренеры позволили отдохнуть перед предстоящими Олимпийскими играми.
Став чемпионом страны, Дьячук попал в состав российской национальной сборной и побывал на чемпионате мира в Хьюстоне, откуда привёз награду бронзового достоинства — в полуфинале был остановлен представителем Турции Синаном Шамилем Самом.
За выдающиеся спортивные достижения удостоен почётного звания «Мастер спорта России международного класса».